# Janez Lawson
Janez Yvonne Lawson Bordeaux (22 de febrer de 1930, Santa Mònica, Califòrnia - 24 de novembre de 1990) fou una de les primeres enginyeres química afroamericana en treballar com a calculadora humana per a la NASA. Va ser la primera dona afroamericana en ocupar una posició tècnica al Jet Propulsion Laboratory. Va programar l'IBM 701, la primera computadora científica comercial d'IBM.

## Primers anys
Lawson va néixer el 22 de febrer de 1930 a Santa Mònica, Califòrnia. Els seus pares eren Hilliard Lawson i Bernice Lawson. Va assistir al Belmont High School, a Los Angeles, d'on es graduà l'any 1948. Més endavant, va completar els seus estudis llicenciant-se en Enginyeria Química per la Universitat de Califòrnia, Los Angeles, l'any 1952. Durant la seva estància a la facultat, va demostrar ser una estudiant modèlica, arribant a presidir la Delta Sigma Theta, una sororitat històricament Afroamericana.

## Trajectòria
Malgrat les seva excel·lència acadèmica, Lawson no trobava feina com a enginyera química per raons de raça i gènere. Passats uns anys, però, va veure un anunci on s'oferia una vacant per a treballar com a calculadora humana a Pasadena, Califòrnia i s'hi presentà. La seva candidatura generà molta discussió, però gràcies a la intervenció de Macie Roberts a favor seu, Lawson aconseguí la feina. Així doncs, Lawson es convertí en la primera dona afroamericana en ser contractada per a ocupar una posició tècnica al Jet Propulsion Laboratory. L'any 1953, Lawson fou en una de les primers empleades del Jet Propulsion Laboratory a ser enviada a un curs de formació a IBM. Ben aviat, Lawson demostrà la seva habilitat en el camp de la programació, aprenent, entre altres tècniques, codificació ràpida. El seu talent la propulsà en la seva carrera professional i l'any 1954 fou ascendida a matemàtica. Durant tota la seva trajectòria, Lawson visqué a Los Angeles i trigava una hora en arribar al Jet Propulsion Laboratory, on es desplaçava cada dia per anar a treballar. Lawson es va unir a la Ramo-Wooldridge Corporation a finals de la dècada del 1950.